# Alfaro (Guanajuato)
Alfaro es una localidad del estado mexicano de Guanajuato. Es parte del municipio de León.

## Demografía
| Gráfica de evolución demográfica |
|                                  |

| Censo | Población |
| ----- | --------- |
| 1921  | 62        |
| 1930  | 259       |
| 1940  | 229       |
| 1950  | 338       |
| 1960  | 132       |
| 1970  | 450       |
| 1980  | 743       |
| 1990  | 1 450     |
| 2000  | 1 905     |
| 2010  | 2 381     |
| 2020  | 2 764     |